# Reaktor na kroglično gorivo
Reaktor na kroglično gorivo (ang.Pebble-Bed Reactor - PBR) je tip jedrskega reaktorja, ki je hlajen s plinom in ima grafit za moderator. PBR spava v razred visokotemperaturnih reaktorjev (VHTR) in je eden izmed šestih dizajnov reaktorjev četrte generacije.
PBR uporablja gorivo v obljiki kroglic (pebbles), ki so velike kot teniška žogica. Kroglice sp zgrajene iz pirolitičnega ogljika (ki služi kot moderator) in na tisoče majhnih TRISO gorivnih delcev. TRISO delci so zgrajeni iz cepilnega materiala kot je 235U), obdani so s keramično plastjo silicijevega karbida, ki jih drži skupaj in zadržuje fisilne produkte. V jedru reaktorja je več tisoč kroglic. Reaktor hladi inertni plin kot je helij, dušik ali ogljikov dioksid, hladilni plin ne reagira kemično z gorivni krogljicami. Zaradi visokih temperatur je višji termodinamični izkoristek, ki je do 50%.
Ta tip reaktorja je pasivno varen, to pomeni, da niso potrebno dodatni aktivni varnostni sistemi. Pri visoki temperaturi se avtomatsko zmanjša kritičnost. Ker je reaktor grajen za visoke temperature, bo preživel tudi scenarije, kjer se temperatura dvigne do 1 600 °C.
Koncept je prvi predlagal Farrington Daniels v 1940ih, komercialni razvoj se je začel šele v 1960ih. Nemci so zasnovali AVR reaktor,, ki je imel velike tehnične in ekonomične probleme, zato so projetk opustili. AVR načrt so licenčno ponudili Južni Afriki kot PBMR in Kitajski kot HTR-10, slednji je edini operativni. Inštituti in univerze, kot so MIT, University of California at Berkeley, General Atomics (U.S.), Nizozemsko podjetje Romawa B.V., Adams Atomic Engines in Idaho National Laboratory razvijajo to tehnologijo.
Kot gorivo se lahko uporablja fisilne materiale kot so uran, plutonij in torij. Kritičnost se doseže, da se zbere dovolj kroglic v pravilno geometrijo. Reaktor potrebuje zaščito pred požarom zaradi grafita. V idealnem primeru bi hladilni plin direktno poganjal turbino, s tem bi bil dosežen največji izkoristek. Vendar bi lahko poškodba kontamninirala hladilni plin, ki bi potem razširil radioaktivne materiale. Zato je možna tudi uporaba izmenjevalnika toplote. Odpadno toploto iz turbine bi se lahko  uporabljalo za ogrevanje ali pa bi poganjal drugi toplotni stroj.
Konvencionalni tlačnovodni reaktor ima visoke stroške izgradnje zaradi kompleksnosti hladilnih krogov in potrebuje veliko varnostnih sistemov. Tudi voda postane kontaminirana z delci in vsrkava nevtrone. Primarni hladilni krog mora biti redno inšpektiran. Pri PBR ni možna eksplozija pare.

## Sklic
1. ↑  Kadak, A.C. (2005). »A future for nuclear energy: pebble bed reactors, Int. J. Critical Infrastructures, Vol. 1, No. 4, pp.330–345« (PDF).
2. ↑  Association of German Engineers (VDI), the Society for Energy Technologies (publ.) (1990). AVR - Experimental High-Temperature Reactor, 21 Years of Successful Operation for A Future Energy Technology. Association of German Engineers (VDI), The Society for Energy Technologies. str. 9–23. ISBN 3-18-401015-5.
3. ↑  NGNP Point Design – Results of the Initial Neutronics and Thermal-Hydraulic Assessments During FY-03 pg 20